# Нова Кердилија
Нова Кердилија (грч. Νέα Κερδύλια, Неа Кердилија) је насељено место у општини Амфипољ у периферији Средишња Македонија, Грчка. Према попису из 2021. године било је 447 становника.
Насеље је подигнуто на месту некадашњег пристаништа Чагези после Другог светског рата, где су насељени преживели житељи села Горња и Доња Кердилија (Горње и Доње Крушево) која су била запаљена од стране немачког окупатора октобра 1941. године, док је цело мушко становништво узраста од 16 до 65 година било стрељано. На попису из 1951. године Нова Кердилија је имала 645 становника.